# Puchar Świata w kolarstwie torowym 2006/2007
Puchar Świata w kolarstwie torowym w sezonie 2006/2007 to 15. edycja tej imprezy. Organizowany przez UCI, obejmował cztery rundy: w australijskim Sydney w dniach 17-19 listopada 2006, w stolicy Rosji - Moskwie w dniach 15-17 grudnia 2006 roku, w amerykańskim Los Angeles w dniach 19-21 stycznia 2007 oraz w brytyjskim Manchesterze w dniach 23-25 lutego 2007 roku.
Trofeum sprzed roku obroniła reprezentacja Holandii.

## Klasyfikacja narodów
| Miejsce | Państwo            | Punkty |
| ------- | ------------------ | ------ |
| 1.      | Holandia           | 338    |
| 2.      | Niemcy             | 312    |
| 3.      | Wielka Brytania    | 303    |
| 4.      | Rosja              | 277    |
| 5.      | Australia          | 264    |
| 5.      | Francja            | 264    |
| 7.      | Scienceinsport.com | 143    |
| 8.      | Chiny              | 138    |
| 9.      | Włochy             | 129    |
| 10.     | Ukraina            | 128    |

## Wyniki

### Mężczyźni

#### Keirin
| Lp | Miasto               | 1. miejsce       | 2. miejsce       | 3. miejsce       |
| -- | -------------------- | ---------------- | ---------------- | ---------------- |
| 1. | Sydney               | Theo Bos         | Ryan Bayley      | René Wolff       |
| 2. | Moskwa               | Andrij Wynokurow | Teun Mulder      | Mickaël Bourgain |
| 3. | Los Angeles          | Chris Hoy        | Ross Edgar       | Shane Perkins    |
| 4. | Manchester           | Shane Perkins    | Tang Qi          | Hodei Mazquiaran |
|    | Klasyfikacja końcowa | Shane Perkins    | Andrij Wynokurow | Theo Bos         |

#### 1000 m
| Lp | Miasto               | 1. miejsce           | 2. miejsce        | 3. miejsce       |
| -- | -------------------- | -------------------- | ----------------- | ---------------- |
| 1. | Sydney               | Chris Hoy            | Jason Queally     | Tim Veldt        |
| 2. | Moskwa               | Michael Seidenbecher | Kévin Sireau      | Jewhen Bolibruch |
| 3. | Los Angeles          | François Pervis      | Carsten Bergemann | Yusho Oikawa     |
| 4. | Manchester           | Chris Hoy            | François Pervis   | Tim Veldt        |
|    | Klasyfikacja końcowa | Chris Hoy            | François Pervis   | Tim Veldt        |

#### Sprint indywidualny
| Lp | Miasto               | 1. miejsce      | 2. miejsce      | 3. miejsce       |
| -- | -------------------- | --------------- | --------------- | ---------------- |
| 1. | Sydney               | Craig McLean    | Ross Edgar      | Teun Mulder      |
| 2. | Moskwa               | Theo Bos        | Stefan Nimke    | Craig McLean     |
| 3. | Los Angeles          | Grégory Baugé   | Roberto Chiappa | Ross Edgar       |
| 4. | Manchester           | Arnaud Tournant | Chris Hoy       | Mickaël Bourgain |
|    | Klasyfikacja końcowa | Craig McLean    | Ross Edgar      | Mark French      |

#### Sprint drużynowy
| Lp | Miasto               | 1. miejsce                                                      | 2. miejsce                                                        | 3. miejsce                                                        |
| -- | -------------------- | --------------------------------------------------------------- | ----------------------------------------------------------------- | ----------------------------------------------------------------- |
| 1. | Sydney               | Wielka Brytania · Ross Edgar · Chris Hoy · Craig McLean         | Holandia · Theo Bos · Teun Mulder · Tim Veldt                     | Science in Sport Matthew Crampton Jason Queally Jamie Staff       |
| 2. | Moskwa               | Wielka Brytania · Matthew Crampton · Jason Kenny · Craig McLean | Holandia · Theo Bos · Teun Mulder · Tim Veldt                     | Francja · Grégory Baugé · Mickaël Bourgain · Kévin Sireau         |
| 3. | Los Angeles          | Wielka Brytania · Matthew Crampton · Chris Hoy · Jamie Staff    | Francja · Grégory Baugé · François Pervis · Kévin Sireau          | Science in Sport Ross Edgar Jason Queally Jason Kenny             |
| 4. | Manchester           | Wielka Brytania · Ross Edgar · Chris Hoy · Craig McLean         | Niemcy · Robert Förstemann · Matthias John · Michael Seidenbecher | Southaustralia.com-AIS Shane Perkins Scott Sunderland Ryan Bayley |
|    | Klasyfikacja końcowa | Wielka Brytania                                                 | Niemcy                                                            | Francja                                                           |

#### Wyścig indywidualny na dochodzenie
| Lp | Miasto               | 1. miejsce       | 2. miejsce       | 3. miejsce      |
| -- | -------------------- | ---------------- | ---------------- | --------------- |
| 1. | Sydney               | Aleksandr Sierow | Robert Bengsch   | Phillip Thuaux  |
| 2. | Moskwa               | Robert Bartko    | Rob Hayles       | Paul Manning    |
| 3. | Los Angeles          | Witalij Popkow   | Fabien Sanchez   | Walerij Wałynin |
| 4. | Manchester           | Bradley Wiggins  | Aleksandr Sierow | Bradley McGee   |
|    | Klasyfikacja końcowa | Aleksandr Sierow | Jens Mouris      | Fabien Sanchez  |

#### Wyścig drużynowy na dochodzenie
| Lp | Miasto               | 1. miejsce                                                                          | 2. miejsce                                                                    | 3. miejsce                                                                            |
| -- | -------------------- | ----------------------------------------------------------------------------------- | ----------------------------------------------------------------------------- | ------------------------------------------------------------------------------------- |
| 1. | Sydney               | Rosja · Michaił Ignatjew · Iwan Rownyj · Aleksandr Sierow · Nikołaj Trusow          | Dania · Michael Mørkøv · Casper Jørgensen · Jens-Erik Madsen · Alex Rasmussen | Ukraina · Roman Kononenko · Lubomyr Połatajko · Maksym Poliszczuk · Witalij Szczedow  |
| 2. | Moskwa               | Recycling.co.uk Edward Clancy Geraint Thomas Paul Manning Chris Newton              | Rosja · Iwan Kowalow · Aleksandr Sierow · Nikołaj Trusow · Iwan Rownyj        | Niemcy · Robert Bartko · Robert Bengsch · Guido Fulst · Leif Lampater                 |
| 3. | Los Angeles          | Ukraina · Witalij Popkow · Lubomyr Połatajko · Maksym Poliszczuk · Witalij Szczedow | Dania · Michael Mørkøv · Casper Jørgensen · Jens-Erik Madsen · Alex Rasmussen | Rosja · Walerij Wałynin · Wasilij Chatuncew · Konstantin Ponomarew · Aleksiej Schmidt |
| 4. | Manchester           | Wielka Brytania · Edward Clancy · Robert Hayles · Paul Manning · Bradley Wiggins    | Rosja · Aleksiej Bauer · Jewgienij Kowalow · Iwan Kowalow · Nikołaj Trusow    | Team 100% Me Jonathan Bellis Steven Burke Ben Swift Andrew Tennant                    |
|    | Klasyfikacja końcowa | Rosja                                                                               | Wielka Brytania                                                               | Ukraina                                                                               |

#### Scratch
| Lp | Miasto               | 1. miejsce      | 2. miejsce      | 3. miejsce           |
| -- | -------------------- | --------------- | --------------- | -------------------- |
| 1. | Sydney               | Wasil Kiryjenka | Giuseppe Atzeni | Wim Stroetinga       |
| 2. | Moskwa               | Iwan Kowalow    | Mitchell Docker | Martin Bláha         |
| 3. | Los Angeles          | Russell Hampton | Wim Stroetinga  | Walter Pérez         |
| 4. | Manchester           | Rafał Ratajczyk | Roger Kluge     | Charles Bradley Huff |
|    | Klasyfikacja końcowa | Wasil Kiryjenka | Wim Stroetinga  | Rafał Ratajczyk      |

#### Madison
| Lp | Miasto               | 1. miejsce                                | 2. miejsce                                          | 3. miejsce                                      |
| -- | -------------------- | ----------------------------------------- | --------------------------------------------------- | ----------------------------------------------- |
| 1. | Sydney               | Rosja · Michaił Ignatjew · Nikołaj Trusow | Dania · Michael Mørkøv · Alex Rasmussen             | Argentyna · Sebastián Donadío · Jorge Pi        |
| 2. | Moskwa               | Holandia · Jens Mouris · Danny Stam       | Dynamo Moscow Konstantin Ponomarew Aleksiej Schmidt | Dania · Michael Mørkøv · Alex Rasmussen         |
| 3. | Los Angeles          | Dania · Michael Mørkøv · Alex Rasmussen   | Belgia · Kenny De Ketele · Steve Schets             | Rosja · Konstantin Ponomarew · Aleksiej Schmidt |
| 4. | Manchester           | Holandia · Jens Mouris · Peter Schep      | Wielka Brytania · Robert Hayles · Geraint Thomas    | Rosja · Nikołaj Trusow · Siergiej Klimow        |
|    | Klasyfikacja końcowa | Holandia                                  | Dania                                               | Rosja                                           |

#### Wyścig punktowy
| Lp | Miasto               | 1. miejsce       | 2. miejsce       | 3. miejsce          |
| -- | -------------------- | ---------------- | ---------------- | ------------------- |
| 1. | Sydney               | Michaił Ignatjew | Greg Henderson   | Wasil Kiryjenka     |
| 2. | Moskwa               | Michaił Ignatjew | Wasil Kiryjenka  | Ołeksandr Poliwoda  |
| 3. | Los Angeles          | Cameron Meyer    | Chris Newton     | Siergiej Kolesnikow |
| 4. | Manchester           | Siergiej Klimow  | Joanis Tamuridis | Juan Curuchet       |
|    | Klasyfikacja końcowa | Michaił Ignatjew | Wasil Kiryjenka  | Joanis Tamuridis    |

### Kobiety

#### Keirin
| Lp | Miasto               | 1. miejsce         | 2. miejsce         | 3. miejsce      |
| -- | -------------------- | ------------------ | ------------------ | --------------- |
| 1. | Sydney               | Guo Shuang         | Jennie Reed        | Dana Glöß       |
| 2. | Moskwa               | Victoria Pendleton | Christin Muche     | Dana Glöß       |
| 3. | Los Angeles          | Daniela Larreal    | Guo Shuang         | Jennie Reed     |
| 4. | Manchester           | Victoria Pendleton | Oksana Griszyna    | Guo Shuang      |
|    | Klasyfikacja końcowa | Guo Shuang         | Victoria Pendleton | Oksana Griszyna |

#### 500 m
| Lp | Miasto               | 1. miejsce         | 2. miejsce         | 3. miejsce         |
| -- | -------------------- | ------------------ | ------------------ | ------------------ |
| 1. | Sydney               | Anna Meares        | Simona Krupeckaitė | Yvonne Hijgenaar   |
| 2. | Moskwa               | Lisandra Guerra    | Natalla Cylinska   | Simona Krupeckaitė |
| 3. | Los Angeles          | Lisandra Guerra    | Willy Kanis        | Guo Shuang         |
| 4. | Manchester           | Victoria Pendleton | Yvonne Hijgenaar   | Anna Blyth         |
|    | Klasyfikacja końcowa | Lisandra Guerra    | Yvonne Hijgenaar   | Simona Krupeckaitė |

#### Sprint indywidualny
| Lp | Miasto               | 1. miejsce         | 2. miejsce         | 3. miejsce         |
| -- | -------------------- | ------------------ | ------------------ | ------------------ |
| 1. | Sydney               | Natalla Cylinska   | Victoria Pendleton | Clara Sanchez      |
| 2. | Moskwa               | Natalla Cylinska   | Lisandra Guerra    | Simona Krupeckaitė |
| 3. | Los Angeles          | Anna Meares        | Clara Sanchez      | Jane Gerisch       |
| 4. | Manchester           | Victoria Pendleton | Guo Shuang         | Anna Meares        |
|    | Klasyfikacja końcowa | Victoria Pendleton | Anna Meares        | Natalla Cylinska   |

#### Sprint drużynowy
| Lp | Miasto               | 1. miejsce                                | 2. miejsce                                   | 3. miejsce                                |
| -- | -------------------- | ----------------------------------------- | -------------------------------------------- | ----------------------------------------- |
| 1. | Sydney               | Australia · Kerrie Meares · Anna Meares   | Niemcy · Dana Glöß · Jane Gerisch            | Francja · Clara Sanchez · Virginie Cueff  |
| 2. | Moskwa               | Holandia · Yvonne Hijgenaar · Willy Kanis | Niemcy · Dana Glöß · Christin Muche          | Francja · Sandie Clair · Virginie Cueff   |
| 3. | Los Angeles          | Holandia · Yvonne Hijgenaar · Willy Kanis | Australia · Kaarle McCulloch · Anna Meares   | Kuba · Yumari González · Lisandra Guerra  |
| 4. | Manchester           | Holandia · Yvonne Hijgenaar · Willy Kanis | Wielka Brytania · Anna Blyth · Shanaze Reade | Australia · Anna Meares · Kristine Bayley |
|    | Klasyfikacja końcowa | Holandia                                  | Australia                                    | Rosja                                     |

#### Wyścig indywidualny na dochodzenie
| Lp | Miasto               | 1. miejsce        | 2. miejsce        | 3. miejsce        |
| -- | -------------------- | ----------------- | ----------------- | ----------------- |
| 1. | Sydney               | Katie Mactier     | Wendy Houvenaghel | Vilija Sereikaitė |
| 2. | Moskwa               | Wendy Houvenaghel | Rebecca Romero    | Larissa Kleinmann |
| 3. | Los Angeles          | Sarah Hammer      | Verena Jooß       | María Luisa Calle |
| 4. | Manchester           | Wendy Houvenaghel | Rebecca Romero    | Alison Shanks     |
|    | Klasyfikacja końcowa | Wendy Houvenaghel | Rebecca Romero    | Alison Shanks     |

#### Scratch
| Lp | Miasto               | 1. miejsce         | 2. miejsce         | 3. miejsce        |
| -- | -------------------- | ------------------ | ------------------ | ----------------- |
| 1. | Sydney               | Vera Koedooder     | Charlotte Becker   | Alona Prudnikowa  |
| 2. | Moskwa               | Annalisa Cucinotta | Łesia Kałytowśka   | Yoanka González   |
| 3. | Los Angeles          | Sarah Hammer       | Rebecca Quinn      | Adrie Visser      |
| 4. | Manchester           | Wang Jianling      | Belinda Goss       | Yoanka González   |
|    | Klasyfikacja końcowa | Yumari González    | Annalisa Cucinotta | Julija Arustamowa |

#### Wyścig punktowy
| Lp | Miasto               | 1. miejsce       | 2. miejsce       | 3. miejsce        |
| -- | -------------------- | ---------------- | ---------------- | ----------------- |
| 1. | Sydney               | Katherine Bates  | Giorgia Bronzini | Li Yan            |
| 2. | Moskwa               | Giorgia Bronzini | Yoanka González  | Julija Arustamowa |
| 3. | Los Angeles          | Sarah Hammer     | Yoanka González  | Leire Olaberria   |
| 4. | Manchester           | Yoanka González  | Belinda Goss     | Mie Bekker Lacota |
|    | Klasyfikacja końcowa | Yoanka González  | Giorgia Bronzini | Julija Arustamowa |